# Tarialan, Khövsgöl
Tarialan (tiếng Mông Cổ: Тариалан, vùng đất trồng trọt) là một sum của tỉnh Khövsgöl tại miền bắc Mông Cổ. Vào năm 2009, dân số của sum là 6.085 người, là sum đông dân thứ hai của tỉnh sau tỉnh lị Mörön.

## Lịch sử
Nơi Nam tước Ungern bị bắt vào tháng 8 năm 1921 nằm trên ranh giới giữa Tarialan và sum Teshig của tỉnh Bulgan. Sum Tarialan, cùng với toàn tỉnh Khövsgöl, được thành lập vào năm 1931. Vào năm 1933, nó có 3.000 cư dân trong 908 hộ gia đình, và khoảng 50.000 đầu gia súc. Năm 1937, nó trở thành trụ sở của một cơ sở sản xuất cỏ khô, được mở rộng thành một cơ sở máy kéo vào năm 1938. Cơ sở này trở thành một trang trại quốc gia vào năm 1943.

## Địa lý
Sum Tarialan có diện tích khoảng 3.431 km vuông, 1.582 km vuông trong đó là đồng cỏ và 167 km vuông là đất nông nghiệp, chiếm tới 74% đất nông nghiệp toàn tỉnh. Trung tâm sum, Badrakh (tiếng Mông Cổ: Бадрах), cách tỉnh lị Mörön 160 km về phía đông và cách thủ đô Ulaanbaatar 521 km.

### Khí hậu
Tarialan có khí hậu cận Bắc Cực (Phân loại khí hậu Köppen Dwc), giáp ranh khí hậu lục địa khô (Phân loại khí hậu Köppen Dwb) với mùa hè ôn hòa và mùa đông lạnh giá. Hầu hết lượng mưa rơi vào mùa hè, với một lượng tuyết vào các tháng liền kề của tháng Năm và tháng Chín. Mùa đông rất khô.
| Dữ liệu khí hậu của Tarialan             | Dữ liệu khí hậu của Tarialan | Dữ liệu khí hậu của Tarialan | Dữ liệu khí hậu của Tarialan | Dữ liệu khí hậu của Tarialan | Dữ liệu khí hậu của Tarialan | Dữ liệu khí hậu của Tarialan | Dữ liệu khí hậu của Tarialan | Dữ liệu khí hậu của Tarialan | Dữ liệu khí hậu của Tarialan | Dữ liệu khí hậu của Tarialan | Dữ liệu khí hậu của Tarialan | Dữ liệu khí hậu của Tarialan | Dữ liệu khí hậu của Tarialan |
| Tháng                                    | 1                            | 2                            | 3                            | 4                            | 5                            | 6                            | 7                            | 8                            | 9                            | 10                           | 11                           | 12                           | Năm                          |
| ---------------------------------------- | ---------------------------- | ---------------------------- | ---------------------------- | ---------------------------- | ---------------------------- | ---------------------------- | ---------------------------- | ---------------------------- | ---------------------------- | ---------------------------- | ---------------------------- | ---------------------------- | ---------------------------- |
| Cao kỉ lục °C (°F)                       | −0.7 (30.7)                  | 6.8 (44.2)                   | 17.3 (63.1)                  | 27.2 (81.0)                  | 30.9 (87.6)                  | 34.4 (93.9)                  | 31.9 (89.4)                  | 31.1 (88.0)                  | 27.9 (82.2)                  | 23.6 (74.5)                  | 11.7 (53.1)                  | 11.9 (53.4)                  | 34.4 (93.9)                  |
| Trung bình ngày tối đa °C (°F)           | −14.3 (6.3)                  | −9.6 (14.7)                  | 0.3 (32.5)                   | 9.5 (49.1)                   | 17.9 (64.2)                  | 22.2 (72.0)                  | 22.5 (72.5)                  | 20.8 (69.4)                  | 15.7 (60.3)                  | 7.6 (45.7)                   | −3.5 (25.7)                  | −12.1 (10.2)                 | 6.4 (43.6)                   |
| Trung bình ngày °C (°F)                  | −20.0 (−4.0)                 | −16.9 (1.6)                  | −7.4 (18.7)                  | 1.6 (34.9)                   | 9.8 (49.6)                   | 14.9 (58.8)                  | 16.0 (60.8)                  | 14.0 (57.2)                  | 7.9 (46.2)                   | 0.0 (32.0)                   | −10.3 (13.5)                 | −17.8 (0.0)                  | −0.7 (30.8)                  |
| Tối thiểu trung bình ngày °C (°F)        | −24.2 (−11.6)                | −22.2 (−8.0)                 | −14.3 (6.3)                  | −5.3 (22.5)                  | 2.0 (35.6)                   | 7.8 (46.0)                   | 10.1 (50.2)                  | 8.3 (46.9)                   | 1.9 (35.4)                   | −5.6 (21.9)                  | −15.0 (5.0)                  | −21.9 (−7.4)                 | −6.5 (20.2)                  |
| Thấp kỉ lục °C (°F)                      | −38.3 (−36.9)                | −37.1 (−34.8)                | −29.6 (−21.3)                | −22.8 (−9.0)                 | −12.0 (10.4)                 | −4.1 (24.6)                  | −0.2 (31.6)                  | −4.9 (23.2)                  | −8.2 (17.2)                  | −20.8 (−5.4)                 | −29.1 (−20.4)                | −39.9 (−39.8)                | −39.9 (−39.8)                |
| Lượng Giáng thủy trung bình mm (inches)  | 2.0 (0.08)                   | 1.4 (0.06)                   | 2.0 (0.08)                   | 7.0 (0.28)                   | 17.7 (0.70)                  | 52.6 (2.07)                  | 104.3 (4.11)                 | 79.6 (3.13)                  | 25.2 (0.99)                  | 5.9 (0.23)                   | 2.3 (0.09)                   | 1.6 (0.06)                   | 301.6 (11.88)                |
| Số ngày giáng thủy trung bình (≥ 1.0 mm) | 0.6                          | 0.3                          | 0.5                          | 2.0                          | 3.3                          | 7.0                          | 13.2                         | 10.4                         | 5.0                          | 1.6                          | 0.7                          | 0.4                          | 45                           |
| Nguồn: NOAA (1963-1990)                  |                              |                              |                              |                              |                              |                              |                              |                              |                              |                              |                              |                              |                              |

## Kinh tế
Nông nghiệp canh tác là nền tảng của nền kinh tế sum, do đó dân cư sống chủ yếu ở trung tâm sum.
Một phần nhỏ của tổng dân số là du mục hoặc bán du mục. Năm 2007, sum có khoảng 153.000 đầu gia súc, trong đó có 69.000 con dê, 59.000 con cừu, 17.000 bò nhà và bò yak, 8.000 con ngựa và 23 con lạc đà.